# Susijärvi (sjö i Lappland)
Susijärvi är en sjö i Finland. Den ligger i kommunen Rovaniemi i landskapet Lappland, i den norra delen av landet, 700 km norr om huvudstaden Helsingfors. Susijärvi ligger 156,5 meter över havet. Arean är 1,73 kvadratkilometer och strandlinjen är 5,79 kilometer lång. Sjön  ingår i Torne älvs huvudavrinningsområde. 